# 川波村
川波村（かわなみむら）は、島根県那賀郡にあった村。現在の江津市の一部にあたる。

## 地理
- 海洋：日本海

## 歴史
- 1889年（明治22年）4月1日、町村制の施行により、那賀郡波子村、宇屋川村が合併して村制施行し、川波村が発足[1][2]。
- 1954年（昭和29年）4月1日 - 那賀郡江津町、都野津町、二宮村、跡市村、浅利村、松川村、川平村、江東村と合併し、市制施行し江津市を新設して廃止された[1][2]。

### 地名の由来
合併した旧村の各1文字を組み合わせたもの。

## 産業
- 漁業[1]。出稼ぎが多かった[1]。

## 交通

### 鉄道
- 1921年（大正10年）- 浜田線（山陰本線）都野津～浜田間が開通。波子駅開業[1]。

## 港湾
- 波子漁港[1]